# جاكلين جورج
جاكلين جورج (بالفرنسية :Jacqueline Gourault) هي سياسية فرنسية، وُلدت في العشرين من نوفمبر (تشرين الثاني) عام 1950 في مونتوري-سور-لو-وير.
شغلت جورج منصب عمدة حي لا شوزي سانت فيكتور من مارس (آذار) عام 1989 حتى مارس (آذار) عام 2014، وكانت عضو في مجلس الشيوخ الفرنسي من شهر أكتوبر (تشرين الأول) عام 2001 حتى يوليه (تموز) عام 2017 و كانت مسستشارة إقليم لوار وشير. إن جورج تنتمي إلى حزب الحركة الديموقراطية .
في الحادي والعشرين من شهر يونيو (حزيران) عام 2017 تم تعين جورج لمنصب وزير ملحق بوزير الداخلية في حكومة فيليب الثانية. 